# George Grizzard
George Grizzard, nato George Cooper Grizzard, Jr. (Roanoke Rapids, 1º aprile 1928 – New York, 2 ottobre 2007) è stato un attore statunitense, attivo in campo teatrale, televisivo e cinematografico, vincitore di un Tony Award e di un Premio Emmy.

## Biografia
Apprezzato interprete del teatro di Edward Albee, Grizzar recitò nella prima produzione di Chi ha paura di Virginia Woolf? (1962), Un equilibrio delicato (1996) e Marina (2005) a Broadway; per la sua interpretazione nel ruolo di Tobias in Un equilibrio delicato vinse il Tony Award al miglior attore protagonista in un'opera teatrale.
Ha inoltre recitato in diverse serie televisive, tra cui Hawaii Five-0, Cuori senza età e The Oldest Living Graduate, per cui vinse l'Emmy Award al miglior attore non protagonista in una miniserie o film TV nel 1980.
Omosessuale ed impegnato in una relazione con William Tynan, morì di tumore ai polmoni nel 2007 a Manhattan a 79 anni.

## Filmografia parziale

### Cinema
- Dalla terrazza (From the Terrace), regia di Mark Robson (1960)
- Tempesta su Washington (Advise & Consent), regia di Otto Preminger (1962)
- Agente 4K2 chiede aiuto (Warning Shot), regia di Buzz Kulik (1967)
- Una vampata di vergogna (Happy Birthday, Wanda June), regia di Mark Robson (1971)
- Arriva un cavaliere libero e selvaggio (Comes a Horseman), regia di Alan J. Pakula (1978)
- Bocca da fuoco (Firepower), regia di Michael Winner (1979)
- Bastano tre per fare una coppia (Seems Like Old Times), regia di Jay Sandrich (1980)
- Obiettivo mortale (Wrong Is Right), regia di Richard Brooks (1982)
- Bachelor Party - Addio al celibato (Bachelor Party), regia di Neal Israel (1984)
- Wonder Boys, regia di Curtis Hanson (2000)
- Criminali da strapazzo (Small Time Crooks), regia di Woody Allen (2000)
- Flags of Our Fathers, regia di Clint Eastwood (2006)

### Televisione
- The Kaiser Aluminum Hour – serie TV, episodio 1x01 (1956)
- Alfred Hitchcock presenta (Alfred Hitchcock Presents) – serie TV, 3 episodi (1956-1962)
- I detectives (The Detectives) – serie TV, episodio 1x21 (1960)
- Thriller – serie TV, episodio 1x01 (1960)
- Ai confini della realtà (The Twilight Zone) – serie TV, 3 episodi (1960-1963)
- Bus Stop – serie TV, episodio 1x26 (1962)
- The Nurses – serie TV, 3 episodi (1962-1965)
- Ben Casey – serie TV, episodio 3x16 (1963)
- Missione segreta (Espionage) – serie TV, episodio 1x10 (1963)
- Profiles in Courage – serie TV, 1 episodio (1965)
- Gli uomini della prateria (Rawhide) – serie TV, episodio 7x16 (1965)
- Hawaii Squadra Cinque Zero (Hawaii Five-O) – serie TV, 1 episodio (1975)
- La signora in giallo (Murder, She Wrote) – serie TV, episodi 2x11-3x14-4x22 (1985-1988)
- Cuori senza età (The Golden Girls) – serie TV, 2 episodi (1989-1990)
- Law & Order - I due volti della giustizia (Law & Order) – serie TV, 6 episodi (1992-2000)

## Doppiatori italiani
Nelle versioni in italiano delle opere in cui ha recitato, George Grizzard è stato doppiato da:
- Gianfranco Bellini in Tempesta su Washington, Bocca da fuoco
- Gianni Bonagura in Obiettivo mortale, Law & Order - I due volti della giustizia (ep. 3x22)
- Pino Colizzi in Arriva un cavaliere libero e selvaggio
- Giampiero Albertini in Bastano tre per fare una coppia
- Vittorio Congia in Bachelor Party - Addio al celibato
- Giorgio Lopez in La signora in giallo (ep. 2x11)
- Valerio Ruggeri in La signora in giallo (ep. 4x22)
- Dario De Grassi in Law & Order - I due volti della giustizia (ep. 4x14)
- Dante Biagioni in Law & Order - I due volti della giustizia (ep. 11x03)
- Carlo Reali in Rossella
- Raffaele Uzzi in Wonder Boys